# 陳勇 (台灣企業家)
陳勇（1903年—1987年1月28日），譜名福勇，生於臺灣新北市五股區，祖籍福建同安，企業家，曾是臺灣前五大青果進出口商。成立士林造紙，創辦萬海海運，為「萬海陳家」的始祖。

## 生平
1903年，陳勇出生在日治台灣的台北五股。陳勇為家中次子，其父為陳士長。陳勇原是一位船員，載運貨物往返淡水與廈門，也推銷磚塊、瓦、石灰等建材。陳勇20歲時創立「華興商行」，經營進出口生意。陳勇與陳查某合組台灣青果運輸會社，出口香蕉至日本。
第二次世界大戰結束後，1945年中華民國接收台灣，陳勇在當年度改組華興商行為「台實貿易公司」，與陳查某拆夥、各自經營青果出口，與陳查某同為台灣前五大青果出口商。陳勇又派長子陳秀實至日本開設「蓬萊通商株式會社」，經營台日間的進出口生意。陳勇也在五股從事煤礦開採，在煤層耗盡後才結束公司。
1953年，蔣中正政府實施耕者有其田政策，以國營企業股票來補償地主損失。台灣紙業改組為股份有限公司，進行民營化。1959年，陳勇與賴森林、張清來等人集資購買台灣紙業士林廠，台灣紙業士林廠改組為士林造紙，陳勇出任董事長。
此外，陳勇與板橋林家的林伯壽等於1965年創立萬海海運；與新光集團吳火獅、永豐餘何傳、林坤鐘及游彌堅等人合資，創立泰安產物保險；與張仁滔等創立中聯信託；與黃朝琴等於1962年共同創立國賓大飯店。此外，陳勇曾投資台鳳、味王、津津公司等食品業，但後來陸續撤資。
在陳勇的經營下，萬海陳家成為台灣地區著名的家族。1969年，在么子陳清治也結婚之後，陳勇決定進行分家，日本事業仍然由長子陳秀實經營，士林造紙的經營權交給次子陳朝傳、女婿李水清負責，老三陳朝亨負責經營泰安產險及中聯信託，么子陳清治負責萬海海運。
2000年，陳朝亨與陳清治創立勇源教育發展基金會，紀念陳勇。

## 家庭
其妻李準，兩人生有四子陳秀實、陳朝傳、陳朝亨和陳清治。